# M1902/30
M1902/30式76.2毫米师炮是苏联於1930年代对M1902式76.2毫米轻型野戰炮的现代化改进型号。  

## 设计历史
1928年，苏联红军有M1902式76.2毫米轻型野戰炮2500门。1927年至1930年苏联从M1902野战炮二十种以上的改进方案中挑选出彼尔姆炮厂的西多维克提出的F10设计方案发展为此型火炮：从原来的30倍径炮管延长到了40倍径，炮架上开孔以允许更大的仰角，安装平衡机，增加水平射角。炮口初速 662 m/s, 最大仰角从17度增加到37度，最大射程从8,500米提高到 13,290 米。1930年代中期搞了一种 6.3 kg 的穿甲弹。 具备了 500米上以30度法线夹角穿透56 mm 装甲板和同条件下1000米穿 49 mm 装甲板的能力，在800米距离直射2米高目标的能力，足以对抗1930年代的各国坦克。但炮架的机动性能没有改善，为此继续发展了M1936师属炮 (F22)、M1939师属炮 (F22USV)、Zis-3师属76毫米加农炮。

## 服役历史
抗戰初期，根据苏联援华军事顾问回忆，国民革命军在抗战开始的一年半时间里损失了六十个师的装备。故此，1938年1月5日蒋中正电示在苏的谈判代表军事委员会参谋次长杨杰提出了采购20个师装备需求，但这个清单里没有76.2毫米师级野炮而是要求每师装备8门115毫米榴弹炮、16门三七战防炮、16门步兵炮等。经中苏反复协商，定为由苏联提供20个师的装备，其中，每个师装备76.2毫米M1902/30（F10)野战炮8门，合计160门，每门配弹1000发；以及每师四门（而不是中方要求的八门）115毫米榴弹炮合计80门。这批火炮1937年底海运到香港，经广九铁路、粤汉铁路运抵湖南衡阳东阳渡交接给国民政府军政部兵工署炮兵科开设的大型军械库。苏援76.2毫米野战炮，单价为6580美元；炮弹单价为13美元。M1902/30砲為蘇聯援華主力火炮，以此砲先後成立国民革命军炮兵第12、第15团、第20团，並填補損失過重的砲兵第二團，若干軍砲兵亦領此砲，如74軍軍砲兵團第一營與第三營亦使用之。是整個抗戰全期的砲兵主力之一。比日军主力师属三八野炮更远的射程，保证了76.2毫米M1902/30野战炮可以稳稳压制日军炮兵火力。炮弹分1至5号，1号炮弹射程11000余米，3号炮弹9000余米，4号炮弹8000余米。1940年第三期苏联对华援助贷款中，中方又向苏联订购了200门76.2毫米野炮、200门拖炮牵引车，1941年装备国民革命军炮兵七个团，并改编轻迫击炮两个团。
1941年6月1日时，苏联红军拥有2066门M1902式76.2毫米轻型野戰炮与2411门M1902/30式76.2毫米师炮。苏德战争初期，这些火炮逐渐战斗消耗，被更先进的F-22、F-22USV与ZiS-3加农炮等同口径炮取代。

### 可比较的同类武器
- FK 96 n.A. 7.7公分野戰炮 德国
- M1897式75mm野战炮 法国
- Ordnance BLC 15-pounder（英语：Ordnance BLC 15-pounder） 英国
- 3-inch M1902 field gun（英语：3-inch M1902 field gun） 美国
- 三八式野砲 日本